# IDEC Sport Racing
Pour les articles homonymes, voir IDEC.
IDEC Sport Racing est une écurie de sport automobile française fondée en 2015,  engagée dans plusieurs championnats d’endurance : VdeV, 24 Heures Series, European Le Mans Series.

## Histoire
Patrice Lafargue a roulé pendant plus de 10 ans au sein du Ruffier Racing. Ami avec Jean-Claude Ruffier, il décide de reprendre la suite de l’écurie à partir de 2015 et la baptise IDEC Sport Racing.
En 2015, IDEC Sport Racing s’engage dans le championnat VdeV en catégorie GT avec une Porsche 911 GT3 R (997) et une Porsche Cup. L’équipe dispute également ce championnat en catégorie Prototypes avec deux Ligier JS53 Evo2. IDEC Sport Racing signe trois victoires en GT et deux en Prototypes, s’emparant ainsi de la deuxième place finale de chaque catégorie. L’équipe s’implique aussi en 24 Heures Series et dispute, entre autres, les 24 Heures de Barcelone et de Dubaï. À la fin de la saison, IDEC Sport Racing signe trois victoires de classe et décroche le titre avec une Porsche 997. Le CER (Classic Endurance Racing) est également à l’agenda de la structure française.
En 2016, IDEC Sport Racing multiplie ses activités en s’engageant dans quatre championnats. En VdeV, elle est présente avec des Ligier JS53 Evo2. L’écurie est également présente en 24 Heures Series avec une Mercedes-AMG GT3. Avec cette même voiture, elle participe au Road to Le Mans 2016. Le CER (Classic Endurance Racing) figure toujours au programme avec une Lola T270. L'équipe s’engage également en European Le Mans Series avec une Ligier JS P2.
En 2017, l'écurie allège un peu son programme. Les 24 Heures Series sont toujours au calendrier de l’équipe, avec la Mercedes-AMG GT3 et le même équipage qu’en 2016. Avec l'évolution de la réglementation en LMP2, l'écurie acquiert une Ligier JS P217. L’European Le Mans Series avec une première participation aux 24 Heures du Mans est au programme de la saison. Il est à noter que la livrée de la voiture a été définie à la suite d'un concours ouvert aux amateurs de dessin et de sport automobile,,.

## Résultats

### Résultats aux24 Heures du Mans

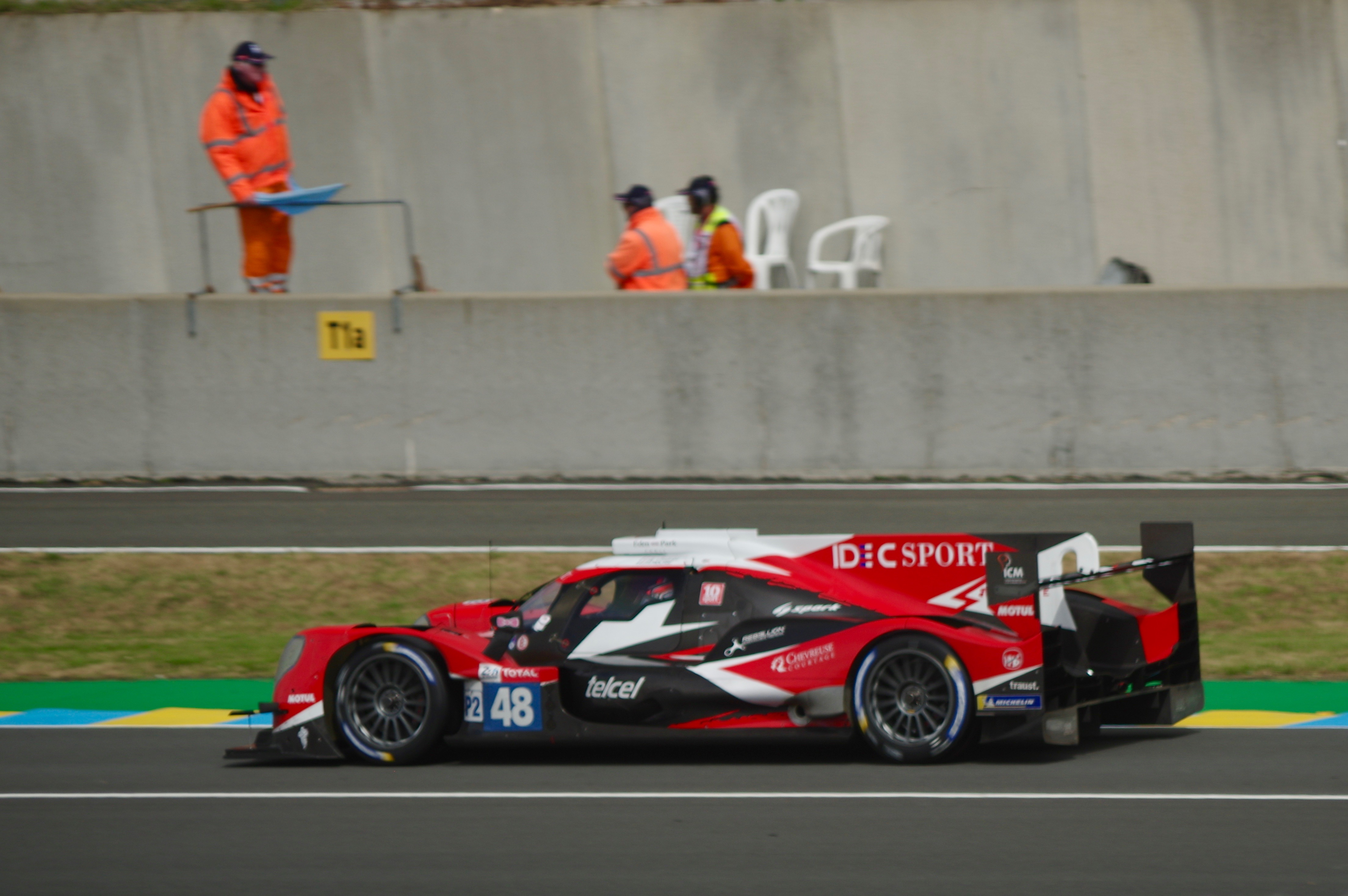
L'Oreca 07 n°48 de l'écurie IDEC Sport lors des 24 Heures du Mans 2019

| Année | Classe | no | Pilotes                                         | Voiture        | Pneus | Tours | Pos. |
| ----- | ------ | -- | ----------------------------------------------- | -------------- | ----- | ----- | ---- |
| 2017  | LMP2   | 17 | Patrice Lafargue Paul Lafargue David Zollinger, | Ligier JS P217 | M     | 344   | 12e  |
| 2018  | LMP2   | 48 | Paul Lafargue Paul-Loup Chatin Memo Rojas       | Oreca 07       | M     | 312   | Abd  |
| 2019  | LMP2   | 48 | Paul Lafargue Paul-Loup Chatin Memo Rojas       | Oreca 07       | M     | 364   | 10e  |
| 2020  | LMP2   | 17 | Jonathan Kennard (en) Patrick Pilet Kyle Tilley | Oreca 07       | M     | 363   | 15e  |
| 2020  | LMP2   | 28 | Richard Bradley Paul-Loup Chatin Paul Lafargue  | Oreca 07       | M     | 366   | 10e  |
| 2021  | LMP2   | 17 | Dwight Merriman Kyle Tilley Ryan Dalziel        | Oreca 07       | G     | 0     | Abd  |
| 2021  | LMP2   | 48 | Paul Lafargue Paul-Loup Chatin Patrick Pilet    | Oreca 07       | G     | 359   | 11e  |
| 2022  | LMP2   | 48 | Paul Lafargue Paul-Loup Chatin Patrick Pilet    | Oreca 07       | G     | 366   | 12e  |

### Résultats enEuropean Le Mans Series
| Année | Classe | no | Voiture        | Pneus | 1        | 2        | 3        | 4      | 5        | 6      | Total | Pos. |
| ----- | ------ | -- | -------------- | ----- | -------- | -------- | -------- | ------ | -------- | ------ | ----- | ---- |
| 2016  | LMP2   | 28 | Ligier JS P2   | M     | SIL 7    | IMO Abd. | RBR      | LEC 10 | SPA 8    | EST 6  | 19    | 10e  |
| 2017  | LMP2   | 28 | Ligier JS P217 | M     | SIL 8    | MON 9    | RBR Abd. | LEC 11 | SPA 10   | POR 9  | 9.5   | 12e  |
| 2018  | LMP2   | 27 | Ligier JS P217 | M     | LEC Abd. | MON 12   | RBR 16   | SIL    | SPA 14   | POR    | 1.25  | 19e  |
| 2018  | LMP2   | 28 | Oreca 07       | M     | LEC 7    | MON 3    | RBR 4    | SIL 3  | SPA 4    | POR 6  | 64    | 3e   |
| 2019  | LMP2   | 27 | Ligier JS P217 | M     | LEC Abd. | MON 17   | BAR 13   | SIL 13 | SPA Abd. | POR 13 | 2     | 18e  |
| 2019  | LMP2   | 28 | Oreca 07       | M     | LEC 2    | MON 2    | BAR 5    | SIL 1  | SPA 6    | POR 1  | 105   | 1re  |
| 2020  | LMP2   | 28 | Oreca 07       | M     | LEC Abd. | SPA 7    | LEC 7    | MON 6  | ⁸POR 10  |        | 21    | 9e   |
| 2021  | LMP2   | 17 | Oreca 07       | G     | BAR 12   | RBR      | LEC      | MON    | SPA      | POR    | 0.5*  | 12e* |
| 2021  | LMP2   | 28 | Oreca 07       | G     | BAR 8    | RBR      | LEC      | MON    | SPA      | POR    | 4*    | 8e*  |

N.B. * Saison en cours. Les courses notées en gras indiquent l'obtention de la pole position, celles en italique l'obtention du meilleur tour en course.

### Participation en 24 Heures Series
| Année  | Voiture          | No.    | Pilotes           | Manches  |
| A6-Pro | A6-Pro           | A6-Pro | A6-Pro            | A6-Pro   |
| ------ | ---------------- | ------ | ----------------- | -------- |
| 2016   | Mercedes-AMG GT3 | 17     | Patrice Lafargue  | 1–2, 4–6 |
| 2016   | Mercedes-AMG GT3 | 17     | Paul Lafargue     | 1–2, 4–6 |
| 2016   | Mercedes-AMG GT3 | 17     | Gabriel Abergel   | 1–2, 4–5 |
| 2016   | Mercedes-AMG GT3 | 17     | Frédéric Yerly    | 1        |
| 2016   | Mercedes-AMG GT3 | 17     | Sacha Bottemanne  | 2        |
| 2016   | Mercedes-AMG GT3 | 17     | Dimitri Enjalbert | 5–6      |
| 2016   | Mercedes-AMG GT3 | 17     | Alban Varutti     | 6        |
| 2017   | Mercedes-AMG GT3 | 17     | Dimitri Enjalbert | 2–5      |
| 2017   | Mercedes-AMG GT3 | 17     | Patrice Lafargue  | 2–5      |
| 2017   | Mercedes-AMG GT3 | 17     | Paul Lafargue     | 2–5      |
| 2017   | Mercedes-AMG GT3 | 17     | Alban Varutti     | 4        |

## Pilotes
- Gabriel Abergel (2016)
- Stéphane Adler (2019)
- Gabriel Aubry (2018)
- Sacha Bottemanne (2016)
- Richard Bradley (2020)
- William Cavailhes (2018-2019)
- Paul-Loup Chatin (2017-2021)
- Ryan Dalziel (2021)
- Dimitri Enjalbert (2016-2017)
- Jonathan Kennard (en) (2020)
- Patrice Lafargue (2016-2019)
- Paul Lafargue (2016-2021)
- Erik Maris (2018-2019)
- Dwight Merriman (2021)
- Nicolas Minassian (2018-2020)
- Aurélien Panis (2018)
- Patrick Pilet (2020-2021)
- Olivier Pla (2017)
- Memo Rojas (2018-2019)
- Kyle Tilley (2020-2021)
- Alban Varutti (2016-2017)
- Frédéric Yerly (2016)
- David Zollinger (2017)